# Девин (Словачка)
Девин (слч. Devín) је градска четврт Братиславе, у округу Братислава IV, у Братиславском крају, Словачка Република.

## Становништво
Према подацима о броју становника из 2011. године градско насеље је имало 1.118 становника.